# دونگی تاوانکوت
دونگی تاوانکوت (به صربی: Donji Tavankut) یک منطقهٔ مسکونی در صربستان است که در Subotica Municipality واقع شده‌است.